# Ochnoideae
Ochnoideae es una subfamilia de la familia Ochnaceae. Son nativos de los bosques tropicales de África y  Asia.  El género tipo es Ochna L.
Comprende las siguientes tribus:

## Tribus
Según GRIN:
- Luxemburgieae
- Ochneae
- Sauvagesieae